# Ana e Malit
Ana e Malit è una frazione del comune di Scutari in Albania (prefettura di Scutari).
Fino alla riforma amministrativa del 2015 era comune autonomo, dopo la riforma è stato accorpato, insieme agli ex-comuni di Berdicë, Dajç, Gur i Zi, Postribë, Pult, Rrethinat, Shalë, Scutari, Shosh e Velipojë a costituire la municipalità di Scutari.

## Località
Il comune era formato dall'insieme delle seguenti località:
- Oblike
- Muriqan
- Shtuf
- Dramosh
- Oblike e Siperme
- Obot
- Vallas
- Velinaj
- Vidhgar